# Ando Masahashi
Ando Masahashi es un personaje ficticio de la serie de ciencia ficción y drama de la NBC Héroes, interpretado por James Kyson Lee. El personaje  pasó de ser un secundario durante la primera temporada a convertirse en uno de los personajes principales a partir de la segunda temporada. Apareció por primera vez en la serie en el episodio piloto Génesis,  como un empleado de Industrias Yamagato. Ando es amigo y compañero de trabajo de Hiro Nakamura, y lo acompaña en varias aventuras para salvar el mundo. A menudo tiene que superar sus inseguridades por sentirse infravalorado o incluso un lastre debido a su inicial carencia de poderes en contraste con Hiro y los demás personajes. Al final del tercer volumen, Villanos, adquiere la habilidad de amplificar el poder de quienquiera que toque. Posteriormente, en el cuarto volumen, Fugitivos, Ando aprende como canalizar su poder para lanzar rayos de energía con los que derribar cualquier objetivo.

## Producción

### Casting
James Kyson Lee, quien interpreta a Ando, tuvo que hacer varias audiciones para el papel. En una entrevista con BuddyTV contó como fue el casting:

El proceso de selección fue hace poco más de un año, en febrero del año pasado, y fue un largo proceso en el que tuve que hacer cinco audiciones. Ya sabes, la primera audición y la segunda prueba con los productores. Luego hacen la llamada sesión de trabajo en la que básicamente te preparan para ir ante los ejecutivos. Después teníamos que ir a Universal Studios a hacer una prueba de cámara y, finalmente, llegué a la televisión, a la NBC.

Lee explicó que, al ser de origen coreano, tuvo que aprender japonés desde cero con un profesor particular para hacer el papel de Ando.

### Personaje
En un debate sobre la presencia de su personaje en la primera temporada, Lee comentó que sentía que la relación entre Hiro y Ando se parecía cada vez más a la que había entre Luke Skywalker y Han Solo y habló de la evolución de su personaje:

Ando es uno de los personajes que realmente evoluciona durante esta temporada. Comenzó siendo alguien realista y reacio a participar en la aventura, pero ha llegado a un punto donde acepta su papel en esta búsqueda por convertirse en héroe.

También mencionó su creencia de que Ando encarnaba al hombre corriente y que aquello que decía Hiro de que "No necesitas tener superpoderes para ser un héroe" era la esencia de su personaje.
En una entrevista con la revista TV Guide, Lee habló sobre su personaje durante la segunda temporada y su paso de personaje secundario a principal. También habló sobre la posibilidad de que Ando obtuviera un poder diciendo que "Lo concibo como un simple mortal", aunque también mencionó que "Quiero conseguir un poquitín. Para meterme ahí y tener algo de acción".
Respecto a la tercera temporada, Lee expresó su creencia de que el rol de Ando sería más importante y de que se exploraría su origen y su historia de fondo:

Creo que vais a ver una parte de él nunca vista [...] Va a ser una pieza clave de la temporada, de la misma importancia que los personajes con poderes [...] En las dos primeras temporadas se profundizaba en el personaje de Hiro y todo eso, pero hay mucho de Ando que aún no conocemos, así que pienso que va a tener un gran protagonismo en esta temporada.